# 銀曜日のおとぎばなし
『銀曜日のおとぎばなし』（ぎんようびのおとぎばなし）は、萩岩睦美による日本の少女漫画作品。1983年1月号から1984年12月号にかけて『りぼん』（集英社）にて連載された。

## 概要
作者の萩岩睦美は、幻想的で心温まる作風と評価されている当時の『りぼん』の看板作家であり、本作は代表作として挙げられる。
純粋な恋愛物を描くにはテレがあるため、家族愛、人間愛、動物愛を盛り込む癖があり、そういった後発作品に現れるテーマの素が本作に詰まっている、と作者は語っている。
なお、スコットのモデルは、萩岩が当時熱狂的ファンであった英国出身バンドであるジャパンのデヴィッド・シルヴィアンではないかと、漫画家仲間の間では噂されている。
実際に単行本の書き下ろしイラストでは、デヴィッド・シルヴィアンが雑誌等の写真でとっていたポーズ等を真似たスコットの姿が見られる。

## あらすじ
ヒロイン・ポーは、イギリスの森深くに住む、小人族のお姫様。親友で、ヒタキ科の鳥・リルフィーと出掛けたある日、人間の青年・スコットと出会う。絵画塾の教師をしている心優しいスコットは、彼女とのふれあいによって、新たな世界へと足を踏み入れていく。大きく分けると連載時期で以下の3つの物語で構成されている。
1. ポーが新月の銀曜日に生まれた1000人目の女性であるが故、彼女の死が部族の絶えるときであるとの言い伝えがある。スコットは、小人族の存続の物語に関わっていく。
2. 小人族の存続が決まった後、ポーはスコット宅に滞在することになる。そしてポーは、ロンドンの町で出会った母親思いの少年ピーターの出生にまつわる物語に関わっていく。
3. スコットの仕事が一区切りついたため、スコットとポーはスケッチ旅行に出かけるが、道に迷った挙句、川に落ちてしまう。流れ着いた先で、妖精を自称する男の子シャーロットに助けられる。その村では、シャーロットが現れてからというもの、神隠しが立て続けに発生していた。ポーの優しさはシャーロットの心に影響を与え、神隠しの事件にも影響を与えていく。

## 登場キャラクター

### 人間
スコット・フェリー
毛皮商の息子として生まれるが、動物を愛する心優しさから家を飛び出し、絵画塾の教師（翻訳の内職もしている）としてロンドンに住んでいる。夢見がちな性格であるが、芯が強い。森でポーに出会い、また父親がその生贄に選ばれた事で銀曜日の秘密、つまり、小人族の存続に深く関わる。父親と心の壁があったが、ポーと父親の両方を救う行動に出る。
フェリー
スコットの父。毛皮商を営んでおり、また猟師でもある。森での狩猟でキツネを惨殺し、ポーの父親の死にも関わるため小人族の反感を買い、銀曜日の生贄候補となる。生贄として囚われることで初めて自然の美しさと向き合った。生還した後、事業主として社員を養う手前、すぐに事業を辞めることはできないというものの、無くしていた心を取り戻しつつある。
クレア・マクヴィー
自称スコットの恋人。物語の初期から小人族の存在を知る数少ない人物。夢見がちなスコットとは対照的に現実思考だが、小人族のポーを見たときに、スコットのまわりでならあり得る話だといった程度の許容力は持っている。小人族の運命を背負う事になったスコットを陰から支えようとする。
ピーター
第2部に登場する母親思いの少年。12歳。病気がちの母を看病しながら、バイトで生計を立てている。

### 小人族とその仲間達
森に住み、自然や動物達と共存している掌に乗るほどの小人の一族。動物達とは会話が可能である。貨幣はなく、物々交換や手伝い合いなどを対価としている。家は、草木で作る者もいれば、木や地面に穴を掘って作る者もいる。
小人族には、生き物の神経を麻痺させ、神経を操る力が秘められている。この力を使う際は、かなり精神的に消耗する。本来、食物が途絶えたときに動物を捕獲するための力であるが、生贄確保のためにも使われている。
ポー
イギリスの森に住む小人族のお姫様。身長8.5cm、体重102g（作品後期の測定）。お転婆で、ちょくちょく小鳥のリルフィーに乗って森の中を遊びまわっている。言い伝えに言われる、新月の銀曜日に生まれた1000人目の女性であり、彼女の死が部族の最後と言われている。ただし、10歳という年齢にしては幼い行動で、作品中でも5歳程度と見られることも多い（15年振りに読者視点で読んだ作者自ら、4、5歳程度と評している）。心優しい行動も多く、その性格はスコットとともに小人族の存続に影響を与えていく。
第2部以降は、小人族と人間との掛け橋になるように、ポーはリルフィーと一緒にスコット宅に寝泊りし、スコットとともに物語が進んでいく。
女王
小人族の女王で、ポーの母。女王のみに代々伝わる銀曜日の言い伝えの秘密にまつわる書物を持っており、そこに記されていた結末ゆえ、ポーを愛さないように振舞っていた。また、9年前、森に人間が訪れた猟犬によって、村の王、夫を亡くして以来人間を憎んでいる。また、9年ぶりに訪れた猟犬の主（スコットの父親）を、最初の生贄にする計画を立てる。言い伝えの秘密が部族に明かされてからは、本来の優しい母に戻っている。
リルフィー
ヒタキ科の鳥。ポーとは親友の仲で、「リー」とも呼ばれている。ポーが移動する際に多用しており、第2部以降はポーと一緒にスコット宅に滞在している。かなり長距離であっても木の実のにおいを辿ることができるという特技を持つ。

### 妖精
シャーロット
第3部に登場する妖精。ある事情から妖精界を追われ、人間として過ごしている。妖精界に戻るには小人族の助けが必要であると聞いており、ポーのことを待っていたと話す。物語が進むに連れ、ポーの優しさがシャーロットの心に影響を与えていく。そしてまた、ポーもシャーロットから影響を受けていく。

## 銀曜日の言い伝えの秘密
銀曜日とは、人間界でいう金曜日のことである。曜日は部族でも同じように7曜となっているが、昔は金曜日には必ず銀の雪が降っていたとされ、以来、部族の中では銀曜日と呼ばれている。
言い伝えによると、ポー達の部族では、新月の銀曜日に生まれた1000人目の女性が死ぬときが部族の絶えるときであるとされている。部族が助かるには2つの方法があり、一つは10年ごとに人間を生贄にささげること。これにより、1000人目の女性は心のない抜け殻となる代わりに、（生贄がささげられる限り）永遠の命を授かるとされている。もう一つは、互いに信じあう者にしか見えない、そして銀曜日にしか見えないと言われる「虹の玉」を見つけること。但し、見つけた後どうすればよいのか、この方法の代償の有無については、伝承されていない。とされているが、実は女王がページが貼り合わせてあるだけで、実際には見つけた後の方法とその代償が記されている。
他の言い伝えはこれまで外れた事がなく、それ故、この言い伝えも間違いがないこととされている。

## 単行本
単行本は集英社のりぼんマスコットコミックスより全6巻、集英社文庫（コミック版）より全3巻が刊行されている。
りぼんマスコットコミックス
1. ISBN 978-4-08-853275-2
2. ISBN 978-4-08-853284-4
3. ISBN 978-4-08-853298-1
4. ISBN 978-4-08-853309-4
5. ISBN 978-4-08-853317-9
6. ISBN 978-4-08-853326-1

集英社文庫
1. ISBN 978-4-08-617098-7
2. ISBN 978-4-08-617099-4
3. ISBN 978-4-08-617100-7

平凡社（愛蔵版）
1. （2013年10月17日発売）ISBN 978-4-582287912
2. （2013年11月16日発売）ISBN 978-4-582287929
3. （2013年12月22日発売）ISBN 978-4-582287936

## 関連作品
1984年に、本作のサウンドコミックがLPレコードで発売されている。イメージソングとして10曲が収録されており、各曲の冒頭でポーの台詞が語られるという内容となっている。
- 音楽：小笠原寛
- ポーの声：杉山佳寿子